# Roeien op de Olympische Zomerspelen 2016 – Vier-zonder mannen
De vier-zonder mannen op de Olympische Zomerspelen 2016 vond plaats van zondag 7 tot en met vrijdag 12 augustus 2016. Regerend olympisch kampioen was Groot-Brittannië, dat in Rio de Janeiro de titel met succes verdedigde. De competitie bestond uit meerdere ronden, beginnend met de series en herkansingen om het deelnemersveld van de halve finales te bepalen. Er werden twee halve finales geroeid. Alleen de roeiers in de tweede finale deden nog mee om de medailles; de deelnemers aan de eerste finale vielen al eerder af. Zij raceten nog om zo de totale ranglijst te kunnen vaststellen. Concluderend moest een boot in zijn serie bij de eerste drie eindigen (of bij de eerste drie in de herkansing) om de A-finale te bereiken.
De series vonden plaats op zondag 7 augustus 2016, een dag later gevolgd door de herkansingen. De halve finales werden geroeid op woensdag 10 augustus, gevolgd door de finales op vrijdag 12 augustus 2016.

## Resultaten

### Series
De beste drie boten van elke serie plaatsten zich voor de finale. De overige boten probeerden in de herkansingen zich alsnog te kwalificeren.

#### Serie 1
| rang | naam                                                                             | land      | tijd    |   |
| ---- | -------------------------------------------------------------------------------- | --------- | ------- | - |
| 1    | Joshua Booth Joshua Dunkley-Smith Alexander Hill William Lockwood                | Australië | 5:54.84 | Q |
| 2    | Anton Braun Maximilian Korge Maximilian Planer Felix Wimberger                   | Duitsland | 5:59.74 | Q |
| 3    | Harold Langen Peter van Schie Govert Viergever Vincent van der Want              | Nederland | 6:00.55 | Q |
| 4    | Vlad-Dragos Aicoboae Constantin Adam Marius-Vasile Cozmiuc Toader-Andrei Gontaru | Roemenië  | 6:02.56 | H |
| 5    | Anton Saroezki Artjom Kossov Vladislav Rjabzev Nikita Morgatsjov                 | Rusland   | 6:03.89 | H |

#### Serie 2
| rang | naam                                                           | land             | tijd    |   |
| ---- | -------------------------------------------------------------- | ---------------- | ------- | - |
| 1    | Matteo Castaldo Matteo Lodo Domenico Montrone Giuseppe Vicino  | Italië           | 5:56.01 | Q |
| 2    | Will Crothers Kai Langerfeld Conlin McCabe Tim Schrijver       | Canada           | 5:58.26 | Q |
| 3    | Charlie Cole Henrik Rummel Matthew Miller Seth Weil            | Verenigde Staten | 5:58.31 | Q |
| 4    | Wadsim Ljalin Dsjanis Mihal Igor Pastsjevitsj Mikalaj Scharlap | Wit-Rusland      | 6:02.93 | H |

#### Serie 3
| rang | naam                                                                     | land             | tijd    |   |
| ---- | ------------------------------------------------------------------------ | ---------------- | ------- | - |
| 1    | Alex Gregory Constantine Louloudis George Nash Mohamed Sbihi             | Groot-Brittannië | 5:55.59 | Q |
| 2    | Dionysios Angelopoulos Ioannis Christou Giannis Tsilis Georgios Tziallas | Griekenland      | 5:59.65 | Q |
| 3    | Benjamin Lang Mickaël Marteau Théophile Onfroy Valentin Onfroy           | Frankrijk        | 6:00.72 | Q |
| 4    | David Hunt Jonathan Smith Vincent Breet Jake Green                       | Zuid-Afrika      | 6:01.64 | H |

### Herkansing
De beste drie boten plaatsten zich voor de halve finales.
| rang | naam                                                                             | land        | tijd    |   |
| ---- | -------------------------------------------------------------------------------- | ----------- | ------- | - |
| 1    | David Hunt Jonathan Smith Vincent Breet Jake Green                               | Zuid-Afrika | 6:34.97 | Q |
| 2    | Wadsim Ljalin Dsjanis Mihal Igor Pastsjevitsj Mikalaj Scharlap                   | Wit-Rusland | 6:36.50 | Q |
| 2    | Anton Saroezki Artjom Kossov Vladislav Rjabzev Nikita Morgatsjov                 | Rusland     | 6:39.32 | Q |
| 4    | Vlad-Dragos Aicoboae Constantin Adam Marius-Vasile Cozmiuc Toader-Andrei Gontaru | Roemenië    | 6:39.64 |   |

### Halve finales
De beste drie boten van beide halve finales plaatsten zich voor de A-finale; de overige boten waren uitgeschakeld en gingen door naar de B-finale.
| rang | naam                                                                     | land             | tijd    |   |
| ---- | ------------------------------------------------------------------------ | ---------------- | ------- | - |
| 1    | Joshua Booth Joshua Dunkley-Smith Alexander Hill William Lockwood        | Australië        | 6:11.82 | Q |
| 2    | David Hunt Jonathan Smith Vincent Breet Jake Green                       | Zuid-Afrika      | 6:15.22 | Q |
| 3    | Matteo Castaldo Matteo Lodo Domenico Montrone Giuseppe Vicino            | Italië           | 6:16.54 | Q |
| 4    | Charlie Cole Henrik Rummel Matthew Miller Seth Weil                      | Verenigde Staten | 6:19.08 | B |
| 5    | Dionysios Angelopoulos Ioannis Christou Giannis Tsilis Georgios Tziallas | Griekenland      | 6:24.04 | B |
| 6    | Anton Saroezki Artjom Kossov Vladislav Rjabzev Nikita Morgatsjov         | Rusland          | 6:24.89 | B |

| rang | naam                                                                | land             | tijd    |   |
| ---- | ------------------------------------------------------------------- | ---------------- | ------- | - |
| 1    | Alex Gregory Constantine Louloudis George Nash Mohamed Sbihi        | Groot-Brittannië | 6:17.13 | Q |
| 2    | Will Crothers Kai Langerfeld Conlin McCabe Tim Schrijver            | Canada           | 6:20.66 | Q |
| 3    | Harold Langen Peter van Schie Govert Viergever Vincent van der Want | Nederland        | 6:21.04 | Q |
| 4    | Wadsim Ljalin Dsjanis Mihal Igor Pastsjevitsj Mikalaj Scharlap      | Wit-Rusland      | 6:22.46 | B |
| 5    | Benjamin Lang Mickaël Marteau Théophile Onfroy Valentin Onfroy      | Frankrijk        | 6:26.94 | B |
| 6    | Anton Braun Maximilian Korge Maximilian Planer Felix Wimberger      | Duitsland        | 6:35.90 | B |

### Finales
In twee finales wordt de totale eindranglijst opgesteld.

#### Finale B
| rang | naam                                                                     | land             | tijd    |  |
| ---- | ------------------------------------------------------------------------ | ---------------- | ------- |  |
| 7    | Charlie Cole Henrik Rummel Matthew Miller Seth Weil                      | Verenigde Staten | 5:59.20 |  |
| 8    | Dionysios Angelopoulos Ioannis Christou Giannis Tsilis Georgios Tziallas | Griekenland      | 6:00.56 |  |
| 9    | Wadsim Ljalin Dsjanis Mihal Igor Pastsjevitsj Mikalaj Scharlap           | Wit-Rusland      | 6:00.57 |  |
| 10   | Anton Saroezki Artjom Kossov Vladislav Rjabzev Nikita Morgatsjov         | Rusland          | 6:02.09 |  |
| 11   | Benjamin Lang Mickaël Marteau Théophile Onfroy Valentin Onfroy           | Frankrijk        | 6:02.21 |  |
| 12   | Anton Braun Maximilian Korge Maximilian Planer Felix Wimberger           | Duitsland        | 6:06.24 |  |

#### Finale A
| rang   | naam                                                                | land             | tijd    |  |
| ------ | ------------------------------------------------------------------- | ---------------- | ------- |  |
| Goud   | Alex Gregory Constantine Louloudis George Nash Mohamed Sbihi        | Groot-Brittannië | 5:58.61 |  |
| Zilver | Joshua Booth Joshua Dunkley-Smith Alexander Hill William Lockwood   | Australië        | 6:00.44 |  |
| Brons  | Matteo Castaldo Matteo Lodo Domenico Montrone Giuseppe Vicino       | Italië           | 6:03.85 |  |
| 4      | David Hunt Jonathan Smith Vincent Breet Jake Green                  | Zuid-Afrika      | 6:05.80 |  |
| 5      | Harold Langen Peter van Schie Govert Viergever Vincent van der Want | Nederland        | 6:08.38 |  |
| 6      | Will Crothers Kai Langerfeld Conlin McCabe Tim Schrijver            | Canada           | 6:15.93 |  |